# Fabián Orellana
Fabián Ariel Orellana Valenzuela (Santiago, 27 januari 1986) is een Chileens voormalig voetballer die doorgaans speelde als middenvelder. Tussen 2004 en 2023 was hij actief voor Audax Italiano, Udinese, Xerez, Granada, Celta de Vigo, Valencia, Eibar, Real Valladolid en Universidad Católica. Orellana maakte in 2007 zijn debuut in het Chileens voetbalelftal en kwam uiteindelijk tot vierenveertig interlandoptredens.

## Clubcarrière
Orellana begon zijn carrière bij Colo-Colo en brak in 2004 bij Audax Italiano, waarvoor hij meer dan honderd duels in actie kwam. Op 30 juni 2009 ondertekende de middenvelder een verbintenis bij Udinese. De Italiaanse club besloot echter om hem direct op huurbasis te stallen bij Xerez in Spanje. Na één jaar bij Xerez werd hij op huurbasis gestald bij Granada, wat hem vervolgens definitief overnam. Ook Granada verhuurde de Chileen echter, namelijk aan Celta de Vigo.
Orellana werd in januari 2013 definitief overgenomen door Celta. Drieënhalf jaar lang was hij een belangrijke basisspeler van Celta. In de winterstop van het seizoen 2016/17 nam Valencia hem op huurbasis over. In het hierop volgende halfjaar speelde Orellana zestien competitiewedstrijden. Valencia nam hem daarna definitief over. Na een halfjaar, waarin hij tot één optreden in het bekertoernooi was gekomen, verliet hij Valencia tot het einde van het seizoen op huurbasis voor Eibar. Dat nam hem in juli 2018 definitief over.
Twee jaar daarna werd Real Valladolid zijn nieuwe club. Ook hier tekende hij voor twee seizoenen. Tijdens het eerste seizoen kon de ploeg haar behoud op het hoogste Spaanse niveau niet bewerkstelligen en op 30 augustus 2021 werd het contract ontbonden. Hierop tekende hij voor anderhalf jaar bij Universidad Católica in zijn vaderland Chili. Het contract van Orellana liep in januari 2023 af en hierop besloot hij op zesendertigjarige leeftijd een punt achter zijn actieve loopbaan te zetten.

## Interlandcarrière
Orellana debuteerde op 24 september 2008 in het Chileens voetbalelftal. Op die dag werd een oefeninterland tegen Mexico met 0–1 gewonnen. De middenvelder begon in de basis en werd vier minuten voor tijd gewisseld. Hij kwam in 2010 met Chili uit op het WK in Zuid-Afrika. Tijdens dit toernooi kwam hij uit tijdens het groepsduel tegen Spanje. Orellana maakte eveneens deel uit van de selectie van bondscoach Jorge Sampaoli op het WK 2014 in Brazilië. Hij won in 2016 de Copa América Centenario met zijn landgenoten.

## Erelijst
| Copa América | 1 | 2016 |